# Dīdār
Dīdār (persiska: ديدار) är en ort i Iran.   Den ligger i provinsen Qazvin, i den nordvästra delen av landet, 230 km väster om huvudstaden Teheran. Dīdār ligger 1 781 meter över havet och antalet invånare är 358.
Terrängen runt Dīdār är kuperad söderut, men norrut är den platt.Runt Dīdār är det ganska tätbefolkat, med 108 invånare per kvadratkilometer. Närmaste större samhälle är Ārpā Darreh, 15,6 km söder om Dīdār. Trakten runt Dīdār består i huvudsak av gräsmarker.